# Paul Dunmall

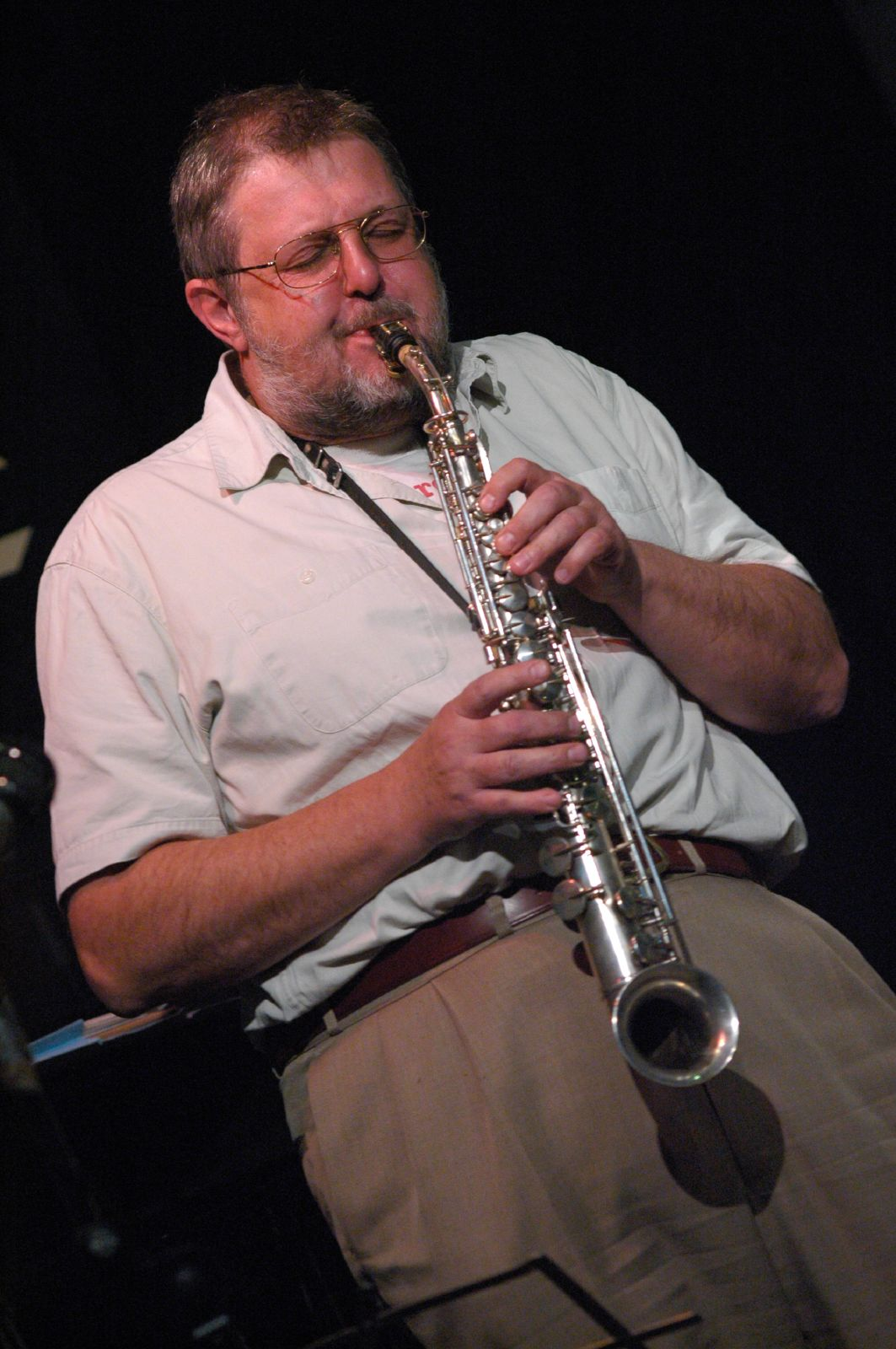
Paul Dunmall in 2007

Paul Dunmall (Welling, Kent, 6 mei 1953) is een Brits improvisatie- en freejazz-saxofonist.
Dunmall speelt in Mujician met Keith Tippett. Hij maakt zelf platen in verschillende bezettingen, meestal onder eigen beheer.
Sinds februari 2006 speelt hij als gast soms saxofoon in Soft Machine Legacy.
- Bibliothèque nationale de France: cb14016193g (data)
- Gemeinsame Normdatei: 134645235
- International Standard Name Identifier: 0000 0000 5517 9467
- Library of Congress Control Number: no2001014908
- MusicBrainz: 8903c29b-6276-49ba-949d-366b8a21d33f
- Nationale Bibliotheek van Israël: 987007317416005171
- Virtual International Authority File: 46958667
- WorldCat: E39PBJrCfvYQT3hjbY7T94vCQq